# Karl Karmarsch

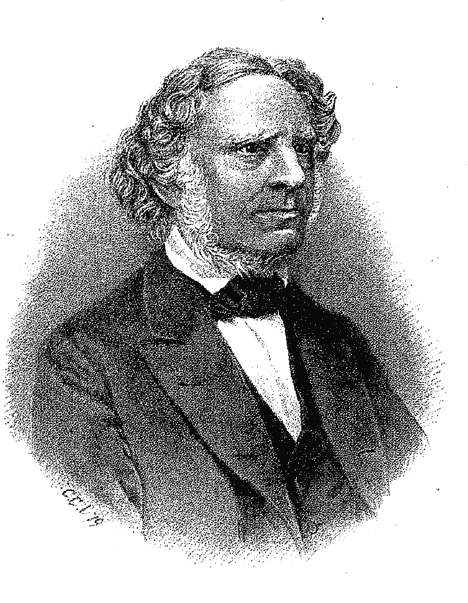
Karl Karmarsch.

Karl Karmarsch, född 17 oktober 1803 i Wien, död 24 mars 1879 i Hannover, var en tysk ingenjör.
Karmarsch mottog 1830 kallelse att upprätta en högre slöjdskola i Hannover och var sedermera till 1875, då han tog avsked, förste direktör för detta institut (sedan 1847 benämnt polyteknisk skola). Hans anseende ingenjör gjorde honom till självskriven innehavare av officiella uppdrag vid industriutställningar, även de stora internationella, och han insattes i kommissioner för uppgörande av ett gemensamt mått- och viktsystem för Tyskland (1861 och 1865) samt var från 1869 till sin död medlem av den för dessa ärenden inrättade Normal-Eichungskommission i Berlin. 
Som författare i sitt fack gjorde han sig berömd i synnerhet genom Grundriss der mechanischen Technologie (två band, 1837–41; andra, betydligt omarbetade, upplagan under titeln Handbuch der mechanischen Technologie, 1851; femte upplagan, bearbetad av Karl Ernst Hartig, 1875–76; översatt till svenska av Nils Wilhelm Almroth "Lärobok uti mekaniska teknologien", två band, 1838–39, och av Clas Wilhelm Eneberg "Handbok i mekanisk teknologi", två band, 1858–62). Karmarsch invaldes som utländsk ledamot av svenska Vetenskapsakademien 1863.